# Robert Hungaski
Robert Hungaski (Stamford, Connecticut, 8 de diciembre de 1987) es un jugador y entrenador de ajedrez estadounidense-argentino. Recibió el título de gran maestro internacional en 2013.

## Trayectoria
Comenzó a jugar al ajedrez siendo niño, afiliándose primero al Club Argentino de Ajedrez y más tarde al Club Ferro Carril Oeste.
Obtuvo el título de Maestro FIDE en 2005, el de maestro internacional en 2006 y el de gran maestro internacional en 2013.
Ganó la medalla de oro en el Campeonato Panamericano Juvenil de Ajedrez de 2007, disputado en Ecuador. En 2011 obtuvo el Abierto de Nueva York y al año siguiente, el Abierto de Ámsterdam.
Participó de la Copa del Mundo de Ajedrez de 2021 representando a los Estados Unidos.
Ha jugado numerosas partidas simultáneas de ajedrez de exhibición en la modalidad a ciegas.
Como entrenador trabajó con los equipos estadounidenses que han competido en el Campeonato Mundial de Ajedrez de la Juventud y con los equipos argentinos que han participado de las Olimpiadas de Ajedrez.

## Vida personal
Hijo de un estadounidense y de una argentina, Hungaski nació en Stamford, Connecticut, pero vivió desde muy joven en las ciudades argentinas de Río Gallegos y Buenos Aires.
Tiene un Bachiller universitario en letras con orientación en Filosofía y Ciencia Política de la UConn.